# اینو اوسیتالو
اینو اوسیتالو (انگلیسی: Eino Uusitalo; ۱ دسامبر ۱۹۲۴ – ۱۹ مارس ۲۰۱۵) سیاستمدار اهل فنلاند بود. وی از ۲۷ اکتبر ۱۹۸۱ تا ۱۹ فوریه ۱۹۸۲ نخست‌وزیر موقت این کشور بود.
اینو اوسیتالو در ۱۹ مارس ۲۰۱۵، در سن ۹۰ سالگی درگذشت.